# Файнберг Євген Львович
Файнберг Євген Львович (19 (6) березня 1905, Путивль Курська губернія, тепер Сумська обл. України — 26 жовтня 1937, Москва
) — діяч ВЛКСМ та ВКП(б), організатор молодіжного руху.

## Біографія
Народився в родині зубного лікаря. Навчався в Путивльському повітовому реальному училищі, яке не закінчив.
В комсомолі з 15 березня 1920. У тому ж році став членом РКП(б).
Учасник Громадянської війни. У травні — серпні 1920 — політбоєць в частинах РККА Західного фронту.
У 1920 — завідувач відділу політпросвіти Путивльського повіткому РКСМ, з 1922 по травень 1923 — секретар Курського повіткому, міськкому, губкому РКСМ.
З 1923 по 1924 — на партійній роботі в Казахстані.
Потім до квітня 1925 керував агітаційно-пропагандистським відділом Казахського крайового комітету РКСМ — РЛКСМ, у 1925 — березні 1926 рр.— завідувач підвідділу національних меншин ЦК РЛКСМ.
З червня 1926 по червень 1927 р. — відповідальний інструктор ЦК ВЛКСМ. Пізніше до січня 1928 був заступником завідувача Організаційного відділу ЦК ВЛКСМ.
З січня  1928 по липень 1929 працював відповідальним секретарем ЦК ЛКСМ Узбекистану
З 16.5.1928 за 28.8.1937 — член ЦК ВЛКСМ.
У 1929—1930 рр. — член редакційної колегії газети «Комсомольська правда»
У 1930—1932 рр. працював завідувачем відділу Бакинського міського комітету КП(б) Азербайджану
Потім, призначений завідувачем організаційно-інструкторського відділу Бакинського міського комітету КП(б) Азербайджану.
До вересня 1933 — секретар ЦК КП(б) Азербайджану з транспорту.
З червня 1933 по березень 1935 — начальник політвідділу Казанської залізниці.
З березня 1935 по липень 1937 — секретар ЦК ВЛКСМ з друку.
З 17.6.1935 за 28.8.1937 обирався членом Бюро ЦК ВЛКСМ.
Репресований і розстріляний у Москві.